# Notholithocarpus densiflorus
Notholithocarpus densiflorus is een groenblijvende boom uit de napjesdragersfamilie De soort komt van nature voor aan de westkust van de Verenigde Staten, van de Transverse Ranges in Zuid-Californië over de Pacific Coast Ranges en de Sierra Nevada tot in het zuidwesten van Oregon. In het Engels wordt de boom doorgaans tanoak of tanbark-oak genoemd, naar de tanninerijke schors die vroeger als eek (tanbark) werd gebruikt om leer te looien (tanning).
De boom kan tot 40 meter hoog worden, maar wordt doorgaans 15 tot 25 meter. De bladeren zijn 7 tot 15 centimeter lang en blijven drie tot vier jaar aan de takken hangen. De zaden van N. densiflorus zijn nootjes van 2 à 3 cm lang en 2 cm diameter en lijken sterk op gewone eikels, maar dan harder. N. densiflorus lijdt zwaar onder de Sudden Oak Death (Phytophthora ramorum) die miljoenen bomen velt in het westen van de Verenigde Staten.
Tot 2008 spraken wetenschappers van Lithocarpus densiflorus vanwege de sterke gelijkenissen met de Aziatische tropische steeneiken uit het geslacht Lithocarpus. De soort is echter nauwer verwant aan de eiken (Quercus) uit de gematigde klimaatzones. De morfologische gelijkenissen met Lithocarpus zijn het gevolg van convergente evolutie. Sinds 2008 wordt de soort ondergebracht in het nieuwe geslacht Notholithocarpus ('valse lithocarpus').